# Eupithecia tenella
Eupithecia tenella là một loài bướm đêm trong họ Geometridae.